# Live Insurrection
Live Insurrection is een livealbum van de heavymetalband Halford, uitgebracht 17 april 2001. Het is een optreden op het wereldbekende Rock In Rio-festival. Op deze cd staan niet alleen liedjes van de band, maar ook van Rob Halfords oude bands Fight en Judas Priest (Rob Halford is terug zanger van Judas Priest sinds 2003).

## Tracklisting

### cd 1
1. "Resurrection" – 4:02
2. "Made in Hell" – 4:13
3. "Into the Pit" – 4:15
4. "Nailed to the Gun" – 3:35
5. "Light Comes Out the Black" – 5:00
6. "Stained Class" – 5:32
7. "Jawbreaker" – 3:25
8. "Running Wild" – 3:02
9. "Slow Down" – 4:40
10. "The One You Love To Hate (Featuring Bruce Dickinson)" – 3:11
11. "Life In Black" – 4:26
12. "Hell's Last Survivor" – 3:24
13. "Sad Wings" – 3:33
14. "Savior" – 2:57
15. "Silent Screams" – 7:32

### cd 2
1. Intro – 0:14
2. Cyberworld – 3:04
3. The Hellion – 0:48
4. Electric Eye – 3:29
5. Riding On the Wind – 3:10
6. Genocide [1st Encore] – 7:36
7. Beyond the Realms of Death – 6:51
8. Metal Gods [2nd Encore] – 4:34
9. Breaking the Law – 3:50
10. Blackout (Japanse Bonus Track) – 4:19
11. Tyrant – 4:41
12. Screaming In the Dark – 3:41
13. Heart of a Lion – 3:51
14. Prisoner of Your Eyes – 4:33